# Cecil von Renner
Cecil von Renner (* 1990 in Hamburg) ist ein deutscher Filmschauspieler.
Von Renner spielte die Hauptrolle „Roddy Dangerblood“ im 2009 erschienenen Film Dorfpunks. Für diese Rolle erhielt er 2010 den New Faces Award.
Von Juni 2015 bis 2016 war er in der Hauptrolle des „Henri Carstens“ in der ARD-Telenovela Rote Rosen zu sehen. 2020/2021 wirkt er in der Fernsehfilm-Reihe Ein Tisch in der Provence als „Marcel Durand“ mit.

## Filmografie (Auswahl)
- 2009: Dorfpunks
- 2011: Abgebrannt
- 2012: Heiter bis tödlich: Morden im Norden (Fernsehserie, Folge Ein Fisch namens Otto)
- 2013: Das Paradies in uns
- 2014: Katie Fforde: Eine Liebe in New York
- 2015–2016: Rote Rosen (Fernsehserie, 226 Folgen)
- 2016–2021: Notruf Hafenkante (Fernsehserie, 2 Folgen)
- 2018: Aenne Burda – Die Wirtschaftswunderfrau
- 2018, 2024: SOKO Hamburg (Fernsehserie, Folgen Tödliche Ernte, Tod in bester Lage)
- 2020: Katie Fforde: Ein Haus am Meer
- 2020–2021: Ein Tisch in der Provence (Fernsehreihe, 4 Folgen)
- 2020: In aller Freundschaft – Die jungen Ärzte (Fernsehserie, eine Folge)
- 2021: Die Sonne brennt
- 2021: Nord Nord Mord (Fernsehserie, eine Folge)
- 2021: Check Check (Fernsehserie, eine Folge)
- 2023: Anna und ihr Untermieter: Wenn du träumst von der Liebe (Fernsehreihe)
- 2024: Dr. Nice: Gebrochene Herzen (Fernsehreihe)